# Buus
Buus é uma comuna da Suíça, situada no distrito de Sissach, no cantão de Basileia-Campo. Tem 8,85 km² de área e sua população em 2018 foi estimada em 1.066 habitantes.